# جاکوب هرومادا
جاکوب هرومادا (انگلیسی: Jakub Hromada؛ زادهٔ ۲۵ مهٔ ۱۹۹۶) بازیکن فوتبال اهل اسلواکی است.
از باشگاه‌هایی که در آن بازی کرده‌است می‌توان به باشگاه فوتبال یوونتوس، باشگاه فوتبال پرو ورچلی، و باشگاه فوتبال سمپدوریا اشاره کرد.
وی همچنین در تیم‌های ملی فوتبال زیر ۲۱ سال اسلواکی، و اسلواکی بازی کرده‌است.